# Waverly (Géorgie)
Pour les articles homonymes, voir Waverly.
Waverly est une census-designated place située dans le comté de Camden, dans l’État de Géorgie, aux États-Unis. Lors du recensement de 2020, elle comptait 281 habitants.